# Żubr

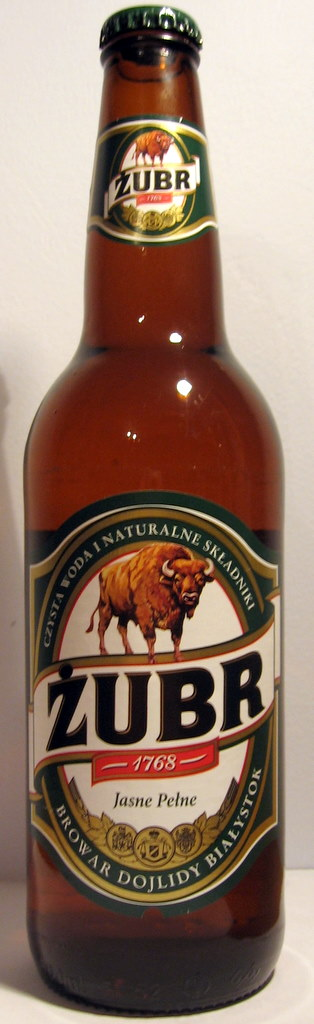
Det polska ölet Żubr.

Żubr är ett ölmärke som tillverkas i Polen. Ölet, som efter ölet Tyskie är det näst populäraste ölet i Polen, tillverkas av Kompania Piwowarska med bryggerier i Białystok, Poznań och Tychy. Bryggeriet tillverkar förutom nämnda Tyskie även Lech, Dębowe Mocne,  Redd's, Grolsch, Miller Genuine Draft och Peroni Nastro Azzurro.